# Nereis donghaiensis
Nereis donghaiensis är en ringmaskart som beskrevs av He och Wu 1988. Nereis donghaiensis ingår i släktet Nereis och familjen Nereididae. Inga underarter finns listade i Catalogue of Life.